# Patricia of Connaught

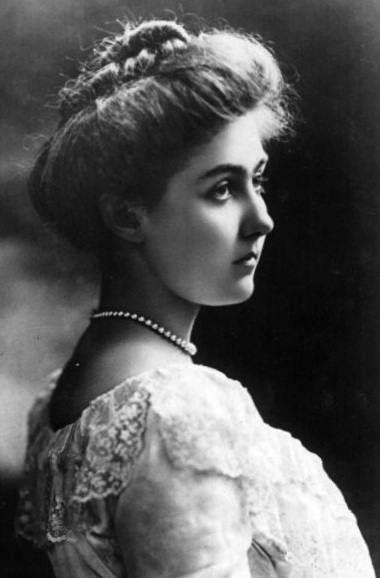
Patricia of Connaught, 1912

Prinzessin Victoria Patricia Helena Elizabeth of Connaught and Strathearn (* 17. März 1886 im Buckingham Palace, London; † 12. Januar 1974 in Windlesham, Surrey) war ein Mitglied der britischen Königsfamilie aus dem Haus Sachsen-Coburg und Gotha.

## Leben

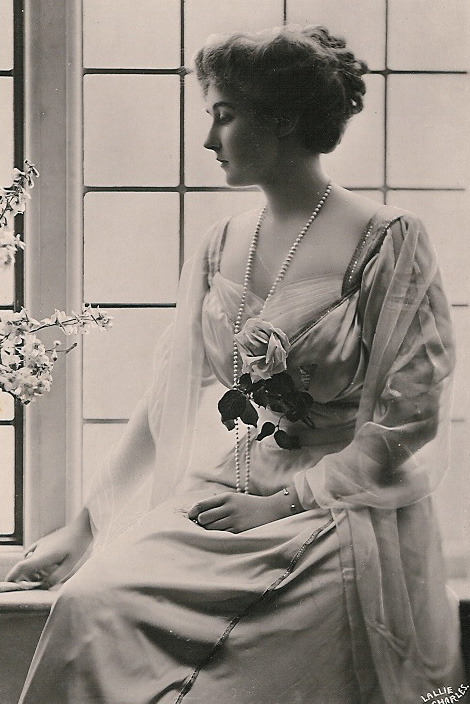
Prinzessin Patricia von Connaught und Strathearn, um 1900

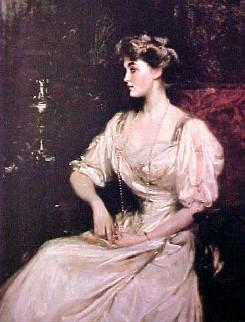
John Singer Sargent: Prinzessin Patricia, Öl auf Leinwand, um 1905

Sie wurde am 17. März 1886 geboren, dem Tag des Heiligen St. Patricks. Deswegen auch ihr Name. Patricia war die jüngste Tochter von Arthur, 1. Duke of Connaught and Strathearn (1850–1942), und seiner Gattin Prinzessin Luise Margareta von Preußen (1860–1917), Tochter des Feldmarschalls Prinz Friedrich Karl und Prinzessin Maria Anna von Anhalt-Dessau. Ihre Großeltern väterlicherseits waren die britische Königin Victoria und deren Prinzgemahl Albert von Sachsen-Coburg und Gotha.
Die Prinzessin wurde am 1. Mai 1886 in der Privatkapelle auf Bagshot Park durch den Erzbischof von Canterbury, Archibald Campbell Tait, getauft. Als Taufpaten fungierten Königin Victoria, Prinzessin Helena von Schleswig-Holstein-Sonderburg-Augustenburg, Großherzogin Elisabeth von Oldenburg, Prinz und späterer Kaiser Wilhelm (II.) von Preußen, Herzog Ernst II. von Sachsen-Coburg und Gotha und Prinz Albrecht von Preußen. Als Enkelin eines britischen Monarchen in der männlichen Linie trug sie von Geburt an die Prädikate Her Royal Highness und Princess. Innerhalb der Familie wurde sie Patsy gerufen.
Ihre Kindheit drehte sich um perfektes Benehmen und die gesellschaftliche Repräsentation. Sie wurde ausschließlich zu Hause von Gouvernanten und Tutoren mit Hilfe der väterlichen Bibliothek unterrichtet. Neben Geographie, Geschichte, Mathematik, Kunst, Tanz und Musik – lernte Patricia auch französisch und deutsch. Schon früh begleitete sie zusammen mit ihren Geschwistern die Eltern ins Ausland; entweder zu Verwandtenbesuch oder durch die militärischen Verpflichtungen ihres Vaters. Von 1911 bis 1916 begleitete Patricia ihre Eltern nach Kanada, wo ihr Vater zum Generalgouverneur von Kanada ernannt wurde. Dort fungierte sie aufgrund der gesundheitlichen Beschwerden ihrer Mutter als Gastgeberin auf Rideau Hall in Ottawa, unter anderem bei Banketten, Tanzbällen, Gartenparties, Dinners, Tanzabenden und Kostümfesten. Zusammen mit ihrer Mutter unterstützte sie mehrere karitative Organisationen, darunter das Britische Rote Kreuz, und füllte die Gesellschaftsspalten der Zeitungen.
In den Jahren gab es viele Spekulationen darüber, wen Princess Pat, wie sie von der Presse genannt wurde, heiraten würde. Unter den Kandidaten waren unter anderen die zukünftigen Könige Emanuel II. von Portugal und Alfons XIII. von Spanien, der spätere Großherzog Adolf Friedrich VI. von Mecklenburg-Strelitz und der russische Großfürst Michail Alexandrowitsch Romanow. Am Ende jedoch wählte sie einen schottischen Aristokraten. Am 27. Februar 1919 heiratete Prinzessin Patricia in der Westminster Abbey, London, den Commander und späteren Admiral der Royal Navy Sir Alexander Robert Maule Ramsay (1881–1972), den jüngsten Sohn von John Ramsay, 13. Earl of Dalhousie, und der Lady Ida Louisa Bennet. Prinzessin Patricia gab anlässlich ihrer Hochzeit den Titel einer Prinzessin von Großbritannien und Irland und, verbunden damit, die Anrede Ihre Königliche Hoheit auf und erhielt stattdessen das Recht das Prädikat Lady zu führen. Aus der Ehe, die allen Berichten zufolge glücklich verlief, ging ein Sohn, Alexander Arthur Alfonso David Maule Ramsay (1919–2000), hervor, der Flora Fraser, 21. Lady Saltoun heiratete.
In den ersten Jahren ihrer Ehe lebte das Paar im Clarence House und nach dem Tod ihrer Tante, Louise, Duchess of Argyll, bewohnten sie deren Haus Ribsden Holt in Windlesham. Lady Patricia war eine begnadete Malerin und stellte ihre Werke regelmäßig aus. Sie hinterließ rund 600 Werke bis zu ihrem Tod im Jahre 1974. Aufgrund ihres Schaffens wurde sie zum Mitglied des Royal Institute of Painters in Water Colours gewählt. Sie wurde neben ihrem Ehemann auf dem Königlichen Friedhof (Royal Burial Ground) auf dem Gelände von Windsor Castle bestattet.

## Titel, Orden und Wappen

### Titulatur
- 1886–1919: Her Royal Highness Princess Patricia of Connaught
- 1919–1974: Lady Patricia Ramsay

### Orden und Auszeichnungen
- vor 1901: Member (1st Class) des Royal Order of Victoria and Albert (VA)
- 1911: Companion des Order of the Crown of India (CI)
- 1934: Dame Grand Cross des Order of St John (GCStJ)

- 1918–1974: Colonel-in-Chief of Princess Patricia’s Canadian Light Infantry

Wappen von Lady Patricia Ramsay

### Wappen
Bei ihrer Heirat im Jahre 1919 wurde Prinzessin Patricia als Enkelin in männlicher Linie von Königin Victoria gestattet, das Wappen des Vereinigten Königreichs mit einem Turnierkragen zu führen. Wie bei Frauen üblich, war es nicht als Schild, sondern als Raute („Damenschild“) ausgestaltet.